# Calcogênio
Calcogênio (português brasileiro) ou calcogénio (português europeu) é todo e qualquer elemento químico do grupo da Tabela Periódica 16 (antigo VIB). Juntos compõem a série química de mesmas propriedades químicas. Este grupo é formado por: Oxigénio (O), Enxofre (S), Selênio (Se), Telúrio (Te), Polônio (Po) e Livermório (Lv).
O nome tem origem no grego "Khalkos", que significa cobre ou minério (visto que vários minérios são na forma de óxidos ou sulfetos), e "genos", aquilo que dá origem, assim "calcogênio" significa “originário do cobre” ou "que vem do minério". Todos os elementos deste grupo são não metais e o polônio é o único deles que é radioativo e tem características de metal. Eles são caracterizados pela configuração electrônica , ns2 np4 da sua camada de valência(tendo assim, 6 elétrons nessa camada); formam compostos com metais e com hidrogênio quando o número de oxidação é -2. Os números de oxidação +2, +4 e +6 ocorrem quando os elementos do grupo formam compostos com outros elementos do seu próprio grupo, ou com os elementos do grupo 17 (7A), os halogênios. 
A variação das propriedades não metálicas dos calcogênios é mais observada, quando percorremos o grupo de cima para baixo.
O oxigênio ocorre naturalmente como uma mistura de três isótopos estáveis de números de massa 16, 17 e 18, sendo mais abundante, o primeiro. Ocorre nas formas alotrópicas (fenômeno no qual um mesmo elemento químico pode originar substâncias simples diferentes), O2 (oxigênio) e O3 (ozônio ou ozone).
O enxofre, também é um não metal e nenhuma de suas propriedades alotrópicas, tem qualquer aparência metálica. O átomo de enxofre apresenta a tendência não metálica de ganhar elétrons; forma o íon sulfeto (S2-), único íon simples. Pode apresentar também, estados de oxidação positivos e neste caso, compartilha elétrons com elementos mais eletronegativos, como por exemplo, o oxigênio, formando ácidos. O selênio, também apresenta variedades alotrópicas, sendo que a mais estável delas, à temperatura ambiente, é semicondutor, sendo classificado como um semimetal ou metalóide. Ele não forma cátions e seus hidroxicompostos são ácidos, embora menos ácidos do que aqueles formados com enxofre. O telúrio, também, um semimetal, forma hidroxicompostos menos ácidos do que os do selênio e também, pode ser empregado em semicondutores. O telúrio não apresenta grandes problemas para a saúde do organismo, porém se presente no ar (mesmo a baixas concentrações – da ordem de 0,01mg/m³) pode causar desde ressecamento na boca e hálito desagradável à dores de cabeça e vertigens. Assim, todo e qualquer composto que contenha esse metal deve ser manuseado com a devida precaução.
O polônio é um elemento metálico, que pode formar hidróxido com características, básicas. É radioativo e tem atraído a atenção como uma possível fonte de calor para naves espaciais, devido à energia liberada enquanto sofre decaimento radioativo, por emissão de partículas alfa. As formas alotrópicas mais estáveis dos calcogênios, nas CNPT, apresentam as seguintes características:
Oxigênio: um gás incolor; enxofre: um sólido amarelo; selênio: um sólido cinza; telúrio: um sólido metálico branco acinzentado e polônio: sólido metálico.